# Colletes roborovskyi
Colletes roborovskyi är en biart som beskrevs av Heinrich Friese 1913. Colletes roborovskyi ingår i släktet sidenbin, och familjen korttungebin. Inga underarter finns listade i Catalogue of Life.